# Hôtel de Sacy
Pour les articles homonymes, voir Sacy.
L'hôtel de Sacy est un hôtel particulier situé à Rouen, en France.

## Localisation
L'hôtel de Sacy est situé dans le département français de la Seine-Maritime, sur la commune de Rouen, au 23 rue des Champs-Maillets.

## Historique
La porte est inscrite au titre des monuments historiques en 1928.